# Felsőkázmér
Felsőkázmér (1899-ig Orosz-Kázmér, szlovákul: Vyšný Kazimír, korábban Rusky Kazimír) község Szlovákiában, az Eperjesi kerület Varannói járásában.

## Fekvése
Varannótól 14 km-re északra, a Tapoly és az Ondava között fekszik.

## Története
1363-ban említik először.
A 18. század végén Vályi András így ír róla: „Orosz Kázmér. Orosz falu Zemplén Várm. földes Ura G. Barkóczy Uraság, lakosai ó hitűek, fekszik Varannóhoz nem meszsze, Tót Kjanához 1/2 órányira, hegyes határja három nyomásbéli, zabot, és tatárkát terem, erdeje van, szőleje nints, mész kővel bővelkedik, rétek nékűl szűkölködik, piatzok Varannón van.”
Fényes Elek 1851-ben kiadott geográfiai szótárában így ír a faluról: „Kázmér (Orosz-), orosz falu, Zemplén vmegyében, Dobra fil. 29 romai, 231 g. kath., 10 zsidó lak. 414 h. szántóföld. F. u. gr. Barkóczy, Forgács. Ut. p. N.-Mihály.”
Borovszky Samu monográfiasorozatának Zemplén vármegyét tárgyaló része szerint: „Felsőkázmér, azelőtt Oroszkázmér. Tót kisközség 31 házzal és 162 gör. kath. vallású lakossal. Postája, távírója és vasúti állomása Varannó. Legrégibb birtokosaiul 1363-ban a Rozgonyiakat ismerjük. Azután a csicsvai vár, majd a sztropkói uradalom tartozéka volt és ezek sorsában osztozott. A XVIII. század végén a gróf Barkóczyak, gróf Forgáchok és gróf Csákyak voltak az urai, most pedig a Barkóczy-féle hitbizományhoz tartozik. Gör. kath. temploma 1780-ban épült, de 1840-ben megujították.”
1920 előtt Zemplén vármegye Varannói járásához tartozott.

## Népessége
| Év:            | 1994. | 2004.    | 2014.   | 2024.   |
| -------------- | ----- | -------- | ------- | ------- |
| Emberek száma: | 193   | 213      | 196     | 190     |
| Eltérés:       |       | +10,36 % | -7,98 % | -3,06 % |

| Év:            | 2023. | 2024. |
| -------------- | ----- | ----- |
| Emberek száma: | 190   | 190   |
| Eltérés:       |       | +0 %  |

1910-ben 179, túlnyomórészt szlovák lakosa volt.
2001-ben 213 szlovák lakosa volt.
2011-ben 201 szlovák lakta.